# Peck (Idaho)
Peck è una città degli Stati Uniti d'America, situata nello Stato dell'Idaho, nella Contea di Nez Perce.